# Studzienice (powiat Bytowski)
Studzienice is een dorp in het Poolse woiwodschap Pommeren, in het district Bytowski. De plaats maakt deel uit van de gemeente Studzienice en telt 816 inwoners.